# Championnat de Roumanie de football 1912-1913
Navigation
Saison précédente Saison suivante
La saison 1912-1913 du Championnat de Roumanie de football est la 4e édition de la première division roumaine. Cette compétition a eu lieu sous le nom de Cupa Herzog.
Le nombre de participants double puisque trois formations rejoignent les trois clubs fondateurs : le CA Bucarest, le Bucarest FC et l'US Bucarest. C'est le Colentina Bucarest qui termine en tête du championnat et remporte ainsi son premier titre de champion de Roumanie.

## Les 6 clubs participants
- Olimpia Bucarest
- Colentina Bucarest
- United Ploiești
- Bucarest FC
- CA Bucarest
- US Bucarest

## Compétition

### Classement
Le barème de points servant à établir le classement se décompose ainsi :
- Victoire : 2 points
- Match nul : 1 point
- Défaite : 0 point

| Rang | Équipe                            | Pts | J | G | N | P | Bp | Bc | Diff |
| ---- | --------------------------------- | --- | - | - | - | - | -- | -- | ---- |
| 1    | Colentina Bucarest                | 14  | 7 | 7 | 0 | 0 | 32 | 3  | +29  |
| 2    | Bukarester FC                     | 5   | 6 | 2 | 1 | 3 | 13 | 16 | -3   |
| 3    | United Ploiești                   | 4   | 3 | 2 | 0 | 1 | 5  | 5  | 0    |
| 4    | Cercul Atletic Bucarest           | 4   | 6 | 2 | 0 | 4 | 8  | 21 | -13  |
| 5    | Olimpia Bucarest                  | 1   | 6 | 0 | 1 | 5 | 2  | 15 | -13  |
| 6    | Uniunea Sportivă Bucarest forfait | 0   | 0 | 0 | 0 | 0 | 0  | 0  | 0    |

|  | Champion de Roumanie 1912-1913 |

### Matchs
| Résultats (▼dom., ►ext.)                                   | Oli | Col | Plo | CAB | BFC |
| Olimpia Bucarest                                           |     | 0-1 |     |     | 1-1 |
| Colentina Bucarest                                         | 5-1 |     |     | 9-0 | 4-2 |
| United Ploiești                                            | 2-0 | 0-3 |     | 3-2 |     |
| CA Bucarest                                                | 3-0 | 0-2 |     |     | 3-2 |
| Bucarest FC                                                | 3-0 | 0-8 |     | 5-0 |     |
| - Victoire à domicile - Match nul - Victoire à l'extérieur |     |     |     |     |     |

## Bilan de la saison
| Tableau d'Honneur                   |                    |
| Compétition                         | Vainqueur          |
| Championnat de Roumanie de football | Colentina Bucarest |